# 上海竹園污水處理廠
上海竹園污水處理廠又稱上海友联竹园第一污水处理厂、竹园第一污水处理厂，是中華人民共和國上海市浦东新区高东鎮长江口附近的一個污水處理廠。竹园第一污水处理厂占地500亩，是上海市第一个百万吨级的污水处理厂。竹園污水處理廠区域为上海市主城区及部分周边地区三大污水處理区域之一，服务范围涉及杨浦、虹口、黄浦、静安等9个行政区，服务面积约335平方公里。

## 歷史
2002年，上海市水务局授权上海市水务资产经营发展有限公司就污水處理廠建設進行招標。2002年6月，由私营企业上海友联企业发展公司（45%）、华金信息产业投资公司（40%）和上海建工集团公司（15%）组合而成的友联联合体中标。2004年8月，污水處理廠的一期工程投产。2005年4月，国中控股收购持有上海竹园第一污水处理厂的友联集团全部权益，并承担友联所有债务。後續又修建竹园污水处理厂二廠。2020年9月底，竹園污水處理廠四期工程開工。
2023年11月，位于竹园第一污水处理厂西侧的竹园污水调蓄池通水。